# زالاسومباتفا
زالاسومباتفا (به مجاری:  Zalaszombatfa) یک شهرداری در مجارستان است که در ناحیه لنتی واقع شده‌است. زالاسومباتفا ۵٫۸۹ کیلومتر مربع مساحت و ۷۸ نفر جمعیت دارد.